# Grande Armée
Grande Armée (tiếng Pháp có nghĩa là "Đại quân") lần đầu tiên được ghi chép vào biên niên sử vào năm 1804, khi Napoléon Bonaparte, Hoàng đế Pháp, đổi tên đội quân đang đóng tại bờ biển phía bắc nước Pháp, bên eo biển Manche sau khi lên kế hoạch xâm lược Anh Quốc. Tuy nhiên, người Pháp không đạt được mục đích chính từ cuộc xâm lược này, kế hoạch phải hủy bỏ, vì Napoléon đã triển khai quân đội tiến về phía đông để triệt hạ các mối đe dọa là Áo và Nga, là một phần của Liên minh thứ ba chống Pháp.
Sau đó, tên gọi này đã được sử dụng cho quân đội chủ lực Pháp, được triển khai trong những chiến dịch 1805-1807 (nơi mà họ đã lấy được sự uy tín), năm 1812, và 1813-1814. Tuy nhiên, trong thực tế, thuật ngữ "Grande Armée" được sử dụng trong tiếng Anh để đề cập đến tất cả các lực lượng đa quốc gia được thu nạp bởi Napoléon trong các chiến dịch của ông về những năm đầu thế kỷ 19 (xem Chiến tranh Napoléon).
Khi thành lập, Grande Armée bao gồm sáu quân đoàn dưới sự chỉ huy của Thống soái Napoléon và các tướng lĩnh cao cấp. Khi ông phát hiện ra rằng quân đội Nga và Áo đang chuẩn bị xâm lược Pháp vào cuối năm 1805, Grande Armée đã nhanh chóng ra lệnh tiến về phía đông, vượt qua sông Rhine vào miền Nam nước Đức, dẫn đến chiến thắng của Napoleon tại Ulm, Austerlitz, Jena.
Số lượng binh sĩ tăng lên nhanh chóng khi Napoléon hành quân trên khắp châu Âu. Nó đạt đến quy mô tối đa là 600.000 lính vào lúc bắt đầu của cuộc xâm lược của Nga năm 1812. Tất cả các quân đoàn đều nằm dưới sự chỉ huy của tướng Pháp, ngoại trừ một quân đoàn Ba Lan và Áo. Quân đội đa quốc gia khổng lồ hành quân chậm rãi về phía đông. Sau khi chiếm được thành Smolensk và giành chiến thắng trong trận Borodino, Napoléon và một cánh của Grande Armée đã tiến đến Moskva vào ngày 14 tháng 9 năm 1812, tuy nhiên, số quân đã sụt giảm mạnh do số người bị giết và bị thương trong cuộc chiến với quân Nga, cùng với bệnh tật (chủ yếu là sốt phát ban), hay vì quân linh đào ngũ. Quân đội đã dành một tháng ở lại Moskva, nhưng cuối cùng đã buộc phải hành quân trở về phía tây. Bị lạnh, đói và bệnh tật ám ảnh, và liên tục bị sách nhiễu bởi người Cossack và quân đội không chính quy Nga, cuộc rút lui khiến Grande Armée hoàn toàn gần như bị hủy diệt. Chỉ có 120.000 người sống sót rời khỏi nước Nga (không bao gồm những nhóm đào ngũ đầu tiên). Trong số này có hơn 50.000 là người Áo, Phổ và các tiểu quốc Đức khác, 20.000 người Ba Lan và 35.000 người Pháp. Vậy, có nghĩa là 400.000 người đã phải bỏ mạng trong chiến dịch.
Napoléon đã dẫn những tân binh tới trận đánh Liên quốc gia tại Leipzig vào năm 1813, hay trong việc bảo vệ nước Pháp vào năm 1814 và trong trận Waterloo vào năm 1815, nhưng đội quân Pháp của Napoléon đã không bao giờ lấy lại được những ngày khó quên trong tháng 6 năm 1812.

## Lịch sử
Để xem lịch sử về quân đội Pháp giai đoạn 1792–1804, trong thời kỳ giao tranh với Liên minh thứ nhất và thứ hai, xem Quân đội Cách mạng Pháp.

### 1804-1806
Grande Armée ban đầu được hình thành từ L'Armée des Côtes de l'Océan (Binh đoàn Duyên hải) được thành lập tại cảng Boulogne vào năm 1803, được dự định chuẩn bị cho cuộc xâm lược Anh. Sau khi Napoléon Bonaparte đăng quang ngôi Hoàng đế của người Pháp năm 1804, Liên minh lần thứ ba được hình thành chống lại ông và La Grande Armée biến tầm nhìn của mình về phía đông vào năm 1805. Họ rời khỏi Boulogne vào cuối tháng tám và thông qua một cuộc hành quân nhanh lẹ bao vây quân đội Áo của tướng Karl Mack đang bị cô lập tại pháo đài Ulm. Thắng lợi tại chiến dịch Ulm đã khiến 60.000 quân Áo tử trận còn phía Grande Armée chỉ mất 2.000 binh. Pháp đã yêu cầu Áo đầu hàng, nhưng Áo từ chối, họ vẫn duy trì một đội quân trong khu vực này. Chiến tranh còn phải kéo dài thêm một thời gian nữa. Vấn đề được quyết định giải quyết vào người 02 tháng 12 năm 1805 bằng trận đánh tại Austerlitz, nơi mà Grande Armée, với số quân ít hơn đã đánh bại liên quân Nga-Áo do Sa hoàng Aleksandr I dẫn đầu. Chiến thắng vang dội này đã dẫn đến Hiệp ước Pressburg ngày 26 tháng 12 năm 1805 cộng với Thánh chế La Mã giải thể năm sau.